# Magnus Carlsen
Sven Magnus Øen Carlsen (AFI |sʋɛn mɑgnʉs øːn kɑɾlsɛn|, n. 30 noiembrie 1990, Comuna Tønsberg, Vestfold, Norvegia) este un mare maestru la șah de naționalitate norvegiană, fiind considerat cel mai bun jucător din toate timpurile. 
Carlsen este de cinci ori campion mondial la șah, de cinci ori campion mondial de șah rapid, de șapte ori campion mondial de șah Blitz și campion în curs de la Cupa Mondială de șah. El deține poziția nr.1 în clasamentul mondial de șah FIDE de la 1 iulie 2011 și doar Garry Kasparov a avut o perioada mai îndelungata ca cel mai bine cotat jucător din lume decât el. Evaluarea sa de vârf de 2882 fiind cea mai mare din istorie. El deține, de asemenea, recordul pentru cea mai lungă serie neînvinsă la un nivel de elită în șah clasic la 125 de jocuri. 
Un copil minune al șahului, Carlsen a terminat pe primul loc în grupa C a turneului de șah Corus la scurt timp după ce a împlinit 13 ani și a câștigat titlul de mare maestru câteva luni mai târziu. La 15 ani, a câștigat Campionatul Norvegian de șah, iar mai târziu a devenit cel mai tânăr jucător care s-a calificat vreodată la Turneul Candidaților în 2005. La 17 ani, a terminat pe primul loc în grupa de sus a lui Corus. El a depășit un rating de 2800 la 18 ani, cel mai tânăr la acea vreme care a făcut acest lucru. În 2010, la 19 ani, a ajuns pe locul 1 în clasamentul mondial FIDE, cea mai tânără persoană care a făcut-o vreodată. 
Carlsen a devenit campion mondial la șah în 2013, învingându-l pe Viswanathan Anand. Și-a păstrat titlul împotriva lui Anand anul următor și a câștigat atât Campionatul Mondial de Rapid 2014, cât și Campionatul Mondial de Blitz, devenind primul jucător care a deținut toate cele trei titluri simultan, fapt pe care a repetat-o în 2019 și 2022. El și-a apărat titlul mondial clasic împotriva lui Sergey Karjakin în 2016, Fabiano Caruana în 2018 și Ian Nepomniachtchi în 2021. Carlsen a refuzat să-și apere titlul în 2023, invocând o lipsă de motivație.
Cunoscut pentru stilul său de atac din adolescență, Carlsen a devenit de atunci un jucător universal. El folosește o varietate de deschideri pentru a face mai greu pentru adversari să se pregătească împotriva lui și pentru a reduce utilitatea analizei computerizate înainte de joc.

## Copilărie
Carlsen s-a născut în Tønsberg, Norvegia, la 30 noiembrie 1990 fiind fiului lui Sigrun Øen (1963–2024), inginer chimist, și al lui Henrik Albert Carlsen, consultant IT. Familia sa a petrecut un an în Espoo, Finlanda, și apoi unul la Bruxelles, Belgia, înainte de a se întoarce în Norvegia în 1998, unde a locuit în Lommedalen, Bærum. Ulterior s-au mutat la Haslum. Carlsen a arătat o aptitudine pentru provocările intelectuale de la o vârstă fragedă. La doi ani, putea rezolva puzzle-uri de 50 de piese; la patru ani, îi plăcea să asambleze seturi Lego cu instrucțiuni destinate copiilor cu vârste cuprinse între 10 și 14 ani. Tatăl său, fiind un jucător amator dar pasionat de șah , l-a învățat să joace la vârsta de cinci ani, deși inițial Magnus a arătat puțin interes pentru asta. Magnus având trei surori; el a spus că motivația sa inițială pentru a studia șahul serios a fost dorința de a-și putea învinge sora mai mare.
Carlsen și-a dezvoltat abilitățile timpurii de șah jucând de unul singur. Carlsen avea o memorie excepțională și își putea aminti locațiile, populațiile, steagurile și capitalele tuturor țărilor lumii până la vârsta de cinci ani. El a participat la primul său turneu - cea mai tânără divizie a Campionatului Norvegian de șah din 1999 - la 8 ani și 7 luni și a marcat 6/11. Carlsen a fost antrenat la Colegiul Norvegian de Sport de Elită de către cel mai bun jucător al țării, Grandmaster (GM) Simen Agdestein,care, la rândul său, îl citează pe managerul norvegian de fotbal Egil „Drillo” Olsen ca inspirație cheie pentru strategia sa de antrenor. În 2000, Agdestein l-a prezentat pe Carlsen lui Torbjørn Ringdal Hansen, un fost campion norvegian de juniori și mai târziu International Master (IM) și GM alături de care a studiat un an.
Pe parcursul acelui an, ratingul lui Carlsen a crescut de la 904 în iunie 2000 până în 1907. Reușita sa inițială a avut loc în campionatul norvegian de juniori pe echipe în septembrie 2000, unde a marcat 3½/5 împotriva celor mai buni jucători de la categoria juniori ai țării și a obținut un rating de performanță în turneu (TPR) de aproximativ 2000. În afară de șah, pe care îl studia aproximativ trei până la patru ore pe zi, distracția lui preferată era să joace fotbal și să citească benzi desenate Donald Duck. De asemenea, a practicat schiul până la vârsta de zece ani.
Din toamna anului 2000 până la sfârșitul anului 2002, Carlsen a jucat în aproape 300 de jocuri de turneu evaluate, precum și în mai multe turnee blitz și a participat la alte evenimente minore. În octombrie 2002, s-a clasat pe locul șase la Campionatul European Under-12 de la Peñiscola. Luna următoare, el a încheiat la egalitate pe primul loc la Campionatul Mondial sub 12 din 2002 de la Heraklion, plasându-se ulterior pe locul doi după Ian Nepomniachtchi la jocul de departajare. A obținut apoi trei norme IM într-o succesiune relativ rapidă: prima la Gausdal Troll Masters din ianuarie 2003 (scor 7/10, 2453 PR); al doilea la turneul Salongernas IM din iunie 2003 de la Stockholm (6/9, 2470 PR); și al treilea la Cupa Politiken din iulie 2003 de la Copenhaga (8/11, 2503 PR). El a primit oficial titlul de IM pe 20 august 2003. După ce a terminat școala primară, Carlsen și-a luat un an liber pentru a participa la turneele internaționale de șah din Europa în toamna anului 2003, apoi a revenit la învățământul secundar la o școală de sport. În timpul anului plecat de la școală, el s-a clasat pe locul trei în Campionatul European Under-14 și pe locul nouă în Campionatul Mondial Under-14 din 2003.

## Istoric
Din anul 2009 până în anul 2015, Carlsen a fost campion mondial al variantei rapide a jocului de șah, cunoscut ca blitz chess⁠(d). În 2013, la 22 de ani, Carlsen l-a învins pe Viswanathan Anand pentru a deveni cel de-al doilea cel mai tânăr campion mondial incontestabil din istorie (Garry Kasparov fiind primul cu câteva luni mai mic). El a continuat parcursul excelent câștigând atât Campionatul Mondial de Șah Rapid, cât și Blitz din iunie 2014, înainte de a apăra titlul cel mare împotriva lui Anand în 2014, Sergey Karjakin⁠(d) în 2016, Fabiano Caruana⁠(d) în 2018 și Ian Nepomniașci⁠(d) în 2021.